# Congresso Indiano da África do Sul
O Congresso Indiano da África do Sul (SAIC, do inglês South African Indian Congress) foi uma organização política de luta pelos direitos civis dos imigrantes indianos na África do Sul, fundado em 1912 na província de Natal (hoje Cuazulo-Natal). Suas organizações fundadoras foram o Congresso Indiano de Natal (NIC), o Congresso Indiano do Transvaal (TIC) e, inicialmente, o Conselho Indiano do Cabo.
Dentre seus proeminentes membros estão Mahatma Gandhi, Maulvi Cachalia e seu irmão Yusuf. Junto ao Congresso Nacional Africano participou em 1952 da Campanha de Desafio ao apartheid, e desde 1950 integrou a Aliança do Congresso.